# Campeonato Piauiense de Futebol de 2009
O Campeonato Piauiense de Futebol de 2009 foi realizado entre 14 de fevereiro e 7 de junho, tendo reunido doze equipes divididas em três grupos. A final foi realizada entre Flamengo e 4 de Julho, tendo o Flamengo vencido os dois jogos por 1-0 e conquistado vaga na Copa do Brasil de Futebol de 2010.

## Grupos
| Time        | Cidade   |
| ----------- | -------- |
| Ríver       | Teresina |
| Flamengo-PI | Teresina |
| Piauí       | Teresina |
| Barras      | Barras   |

| Time       | Cidade      |
| ---------- | ----------- |
| Comercial  | Campo Maior |
| Caiçara    | Campo Maior |
| 4 de Julho | Piripiri    |
| Parnahyba  | Parnaíba    |

| Time            | Cidade   |
| --------------- | -------- |
| Cori-Sabbá      | Floriano |
| Picos           | Picos    |
| Princesa do Sul | Floriano |
| Oeiras          | Oeiras   |

## Primeira Fase

### 1ª Rodada
- 14 de fevereiro, Sábado

| Hora  | Mandante | Resultado | Visitante | Estádio        |
| ----- | -------- | --------- | --------- | -------------- |
| 15:45 | Barras   | 1-0       | Flamengo  | Juca Fortes    |
| 16:00 | Picos    | 5-0       | Corisabbá | Helvídio Nunes |

- 15 de fevereiro, Domingo

| Hora  | Mandante        | Resultado | Visitante | Estádio           |
| ----- | --------------- | --------- | --------- | ----------------- |
| 15:45 | Piauí           | 3-1       | Ríver     | Lindolfo Monteiro |
| 15:45 | 4 de Julho      | 4-0       | Comercial | Ytacoatiara       |
| 15:45 | Caiçara         | 0-1       | Parnahyba | Arena Colorada    |
| 15:45 | Princesa do Sul | 2-1       | Oeiras    | Gérson Campos     |

### 2ª Rodada
- 27 de fevereiro, Sexta-feira

| Hora  | Mandante  | Resultado | Visitante       | Estádio       |
| ----- | --------- | --------- | --------------- | ------------- |
| 20:30 | Corisabbá | 0-0       | Princesa do Sul | Tibério Nunes |

- 28 de fevereiro, Sábado

| Hora  | Mandante | Resultado | Visitante | Estádio           |
| ----- | -------- | --------- | --------- | ----------------- |
| 15:45 | Piauí    | 2-2       | Barras    | Lindolfo Monteiro |

- 1 de março, Domingo

| Hora  | Mandante  | Resultado | Visitante  | Estádio           |
| ----- | --------- | --------- | ---------- | ----------------- |
| 15:45 | Flamengo  | 4-0       | Ríver      | Lindolfo Monteiro |
| 15:45 | Parnahyba | 2-1       | 4 de Julho | Mão Santa         |
| 15:45 | Comercial | 3-1       | Caiçara    | Deusdeth Melo     |
| 15:45 | Oeiras    | 2-1       | Picos      | Gérson Campos     |

### 3ª Rodada
- 6 de março, Sexta-feira

| Hora  | Mandante  | Resultado | Visitante | Estádio       |
| ----- | --------- | --------- | --------- | ------------- |
| 20:30 | Corissabá | 2-0       | Oeiras    | Tibério Nunes |

- 7 de março, Sábado

| Hora  | Mandante | Resultado | Visitante       | Estádio        |
| ----- | -------- | --------- | --------------- | -------------- |
| 15:45 | Picos    | 3-0       | Princesa do Sul | Helvídio Nunes |

- 8 de março, Domingo

| Hora  | Mandante   | Resultado | Visitante | Estádio           |
| ----- | ---------- | --------- | --------- | ----------------- |
| 15:45 | Flamengo   | 2-0       | Piauí     | Lindolfo Monteiro |
| 15:45 | Barras     | 2-2       | Ríver     | Lindolfo Monteiro |
| 15:45 | 4 de Julho | 2-0       | Caiçara   | Juca Fortes       |
| 15:45 | Comercial  | 1-1       | Parnahyba | Deusdeth Melo     |

### 4ª Rodada
- 13 de março, Sexta-feira

| Hora  | Mandante  | Resultado | Visitante | Estádio       |
| ----- | --------- | --------- | --------- | ------------- |
| 20:30 | Corissabá | 0-1       | Picos     | Tibério Nunes |

- 15 de março, Domingo

| Hora  | Mandante  | Resultado | Visitante  | Estádio           |
| ----- | --------- | --------- | ---------- | ----------------- |
| 15:45 | Flamengo  | 3-2       | Barras     | Lindolfo Monteiro |
| 15:45 | Comercial | 3-2       | 4 de Julho | Deusdeth Melo     |
| 15:45 | Parnahyba | 0-0       | Caiçara    | Mão Santa         |
| 15:45 | Oeiras    | 2-2       | Barras     | Gérson Campos     |

- 16 de março, Segunda-feira

| Hora  | Mandante | Resultado | Visitante | Estádio           |
| ----- | -------- | --------- | --------- | ----------------- |
| 20:30 | Ríver    | 0-0       | Piauí     | Lindolfo Monteiro |

### 5ª Rodada
- 20 de março, Sexta-feira

| Hora  | Mandante        | Resultado | Visitante | Estádio       |
| ----- | --------------- | --------- | --------- | ------------- |
| 20:30 | Princesa do Sul | 2-1       | Corissabá | Tibério Nunes |

- 22 de março, Domingo

| Hora  | Mandante   | Resultado | Visitante | Estádio           |
| ----- | ---------- | --------- | --------- | ----------------- |
| 15:45 | Ríver      | 2-1       | Flamengo  | Lindolfo Monteiro |
| 15:45 | Barras     | 4-1       | Piauí     | Juca Fortes       |
| 15:45 | Caiçara    | 1-2       | Comercial | Deusdeth Melo     |
| 15:45 | 4 de Julho | 6-0       | Parnahyba | Ytacoatiara       |
| 15:45 | Picos      | 2-1       | Oeiras    | Helvídio Nunes    |

### 6ª Rodada
- 24 de março, Terça-feira

| Hora  | Mandante | Resultado | Visitante | Estádio           |
| ----- | -------- | --------- | --------- | ----------------- |
| 20:30 | Piauí    | 0-2       | Flamengo  | Lindolfo Monteiro |

- 25 de março, Quarta-feira

| Hora  | Mandante        | Resultado | Visitante  | Estádio           |
| ----- | --------------- | --------- | ---------- | ----------------- |
| 15:45 | Ríver           | 2-2       | Barras     | Lindolfo Monteiro |
| 15:45 | Caiçara         | 1-3       | 4 de Julho | Deusdeth Melo     |
| 15:45 | Parnahyba       | 2-2       | Comercial  | Mão Santa         |
| 15:45 | Oeiras          | 2-1       | Corissabá  | Gérson Campos     |
| 15:45 | Princesa do Sul | 0-4       | Picos      | Tibério Nunes     |

## Final

### Primeiro jogo
| 3 de junho | Flamengo-PI | 1 - 0 | 4 de Julho | Albertão, Teresina |
| 18:30      |             |       |            |                    |

### Segundo jogo
| 7 de junho | 4 de Julho | 0 - 1 | Flamengo-PI  | Arena Colorada, Piripiri |
| 18:30      |            |       | Michel 90+4' |                          |

## Premiação
| Campeonato Piauiense de 2009   |
| ------------------------------ |
| FLAMENGO Campeão (17.º título) |